# 1SWASP J230808.34+333803.9
Désignations
1SWASP J230808.34+333803.9 (abrégée en 1SWASP J2308+3338) est une binaire à éclipses située à 268,4 ± 1,72 pc (∼875 al) de la Terre, à la frontière des constellations de Pégase et d'Andromède. L'étoile principale a d'abord été identifiée en novembre 2006 comme une simple étoile variable par le Wide Angle Search for Planets, mais elle sera rapidement considérée comme une étoile binaire à éclipses.
Les mesures ayant servi à sa découverte ont permis d'estimer que sa magnitude apparente varie entre 10,0 et 10,4 dans une période de 2,23 jours. La raison de ces variations est le fait que l'étoile possède un compagnon stellaire, une naine rouge considérée comme l'une des étoiles les plus petites et l'une des moins massives, qui éclipse la luminosité de sa compagne lorsqu'elle l'occulte.

## Variabilité
La variabilité de l'objet a premièrement été identifiée par le Wide Angle Search for Planets, un projet de recherche d'exoplanètes par la méthode du transit astronomique fait à partir de deux instruments identiques installés sur les sites de l'observatoire du Roque de los Muchachos et l'observatoire astronomique sud-africain.
Les mesures ayant servi à son identification ont permis d'identifier que l'étoile a un compagnon stellaire, une naine rouge de très faible masse, qui occulte l'étoile principale dans une période de révolution de 2,23 jours, faisant passer la magnitude apparente du système de 10,0 à 10,4. La naine rouge, nommée HAT-TR-205-013 depuis son identification par l'Hungarian Automated Telescope Network, est une des étoiles les plus petites et l'une des moins massives à avoir été observées. Son rayon de 0,167 ± 0,006 R☉ et sa masse de 0,124 ± 0,010 M☉ fait que l'étoile est à la limite de masse nécessaire pour permettre la fusion de l'hydrogène dans son cœur, ce dont les naines brunes sont incapables puisqu'elles fusionnent le deutérium.
La classification stellaire de la naine rouge est estimée à M7V, ce qui signifie qu'elle est encore dans la séquence principale, dans son évolution stellaire, et que sa photosphère est amenée à contenir des éléments tels que différents métaux et du monoxyde de titane par chaine de réaction proton-proton. La classe de naine rouge implique également que l'étoile soit fortement convective et que l'hydrogène qui la compose soit constamment brassé. Elle a un âge assez similaire au Soleil, avec une estimation de 5 milliards d'années, signifiant qu'elle est au début de sa vie. Elle a également une température très basse, autour des 1 666 K.
De nombreux modèles stellaires existent et présentent des difficultés pour reproduire les relations d'observation de base des étoiles de très faible masse (Very Low Mass Star, abrégé en VLMS), y compris la relation masse-rayon qui permet d'estimer les caractéristiques de nombreuses étoiles. La découverte d'étoile comme HAT-TR-205-013 permet de tester et confirmer ces modèles et elle a notamment permis de préciser le modèle dit PARSEC (abréviation de PAdova-TRieste Stellar Evolution Code), qui est le plus utilisé pour les étoiles de très faible masse.

## Primaire
L'étoile primaire de la binaire à éclipses est une étoile jaune-blanc de la séquence principale, légèrement plus grande et lumineuse que le soleil. Celle-ci a une classification stellaire de F7V, signifiant que l'étoile est elle aussi dans sa séquence principale, et que sa photosphère est majoritairement composée de métaux, notamment du fer, du titane, du calcium, du strontium et du magnésium. Elle est également amenée à produire des raies d'absorption d'hydrogène ainsi qu'à émettre des raies d'émissions d'éléments chimiques ionisés tels que de l'hélium.
Celle-ci a une température effective de 6 250 K, un rayon de 1,436+0,066
−0,069 R☉, une masse de 1,340 ± 0,067 M☉ et elle présente une vitesse de rotation stellaire projetée de 28,9 km/s,. Elle est légèrement plus jeune que sa compagne, avec une âge de 2,94 milliards d'années. Elle présente également un déficit en métaux par rapport à ce qui est attendu de ce genre d'étoile, avec un rapport [Fe/H] de -0,8941. Des mesures spectroscopiques faite par le satellite Hipparcos dans l'extension de catalogue Tycho ont permis d'estimer la présence de carbone, d'azote et de différents métaux. Le taux de carbone par rapport au fer est estimé à [C/Fe] de -0,00144, le taux d'azote est de 0,87201, le taux de magnésium de -0,33502 ainsi qu'un taux de calcium de 0,50077. 